# Stefan Ivanov Vlahov-Micov
Stefan Ivanov Vlahov-Micov (2. lipnja 1956., Gabrovo, Republika Bugarska), makedonski i bugarski povjesničar, filozof, književnik i publicist, novinar i javni djelatnik.

## Životopis
Stefan Ivanov Vlahov-Micov u rodnome mjestu pohađa matematičku gimnaziju, a 1980. diplomira povijest na Sofijskom sveučilištu “Sv. Kliment Ohridski” (uža specijalnost balkanistika), te filozofiju i retoriku. Godine 1986. doktorira na temu “Komuniciranje i predodžbe Bugara o svijetu - do Renesanse”. Za znanstvenoga savjetnika I. stupnja na Filozofskom fakultetu Sofijskoga sveučilišta izabran je 1990., a 2005. imenovan je direktorom Kulturno-informativnog centra Republike Makedonije u Sofiji. Godine 2007./2008. radi kao viziting profesor europskog FON-Univerziteta u Skoplju, a od 2012. kao profesor Instituta za nacionalnu povijest u Skoplju. Godine 1988. bio je na specijalizaciji na lenjingradskom sveučilištu.
Stefan Ivanov Vlahov-Micov autor je brojnih studija, eseja i ogleda objavljivanih u bugarskom tisku i makedonskim periodičnim glasilima. Svojim je prilozima sudjelovao na znanstvenim susretima, simpozijima i tematskim okruglim stolovima u Francuskoj, Rusiji, SAD, Turskoj, Finskoj, Bugarskoj, Makedoniji, Srbiji, Hrvatskoj, Italiji, Španjolskoj, Rumunjskoj, Grčkoj, Albaniji, Južnoj Koreji i drugim zemljama. Do sada je objavio 11 knjiga u Bugarskoj i 4 u Makedoniji s temama iz različitih područja, od filozofije povijesti, preko književne kritike, do politologije i socijalne psihologije. Uz izdanja na bugarskom i makedonskom jeziku, djela su mu tiskana i na engleskom, španjolskom, njemačkom, ruskom, poljskom, srpskom, finskom, turskom, arapskom i talijanskom jeziku.
Bio-bibliografske jedinice o Stefanu Ivanovu Vlahovu-Micovu zastupljene su u referentnim publikacijama “Tko je tko u bugarskoj kulturi”, “Tko je tko u Bugarskoj”, “Tko je tko na Balkanu” (na engleskom jeziku), zatim u informativnim publikacijama “Poznate osobe u svijetu” (Američki biografski institut) i “Dvije tisuće izvrsnih intelektualaca u 2000.” (Međunarodni biografski centar u Cambridgeu), te u dvotomnoj “Makedonskoj enciklopediji”. Godine 2006. dodijeljeno mu je zvanje Ambasador mira Internacionalne federacije za svjetski mir pri Organizaciji ujedinjenih naroda. Laureat je počasnog “Racinovog priznanja” za 2006. godinu, a 2011. dobio je i nagradu “Duhovni borac” Makedonskih duhovnih konaka u Strugi.
Kao javni i društveni djelatnik Stefan Ivanov Vlahov-Micov ističe se kao glavni tajnik Društva za bugarsko-makedonsko prijateljstvo od 1995. godine do danas, zatim kao predsjednik Saveza slobodnih pisaca Bugarske i od 2003. kao član Saveza bugarskih novinara i Međunarodne organizacije novinara (MON). Godine 2007. proglašen je počasnim članom Društva književnika Makedonije (Skoplje).
Za osobite zasluge u afirmaciji i razvijanju jezika prihvaćanja različitosti, razumijevanja i suživota među narodima Makedonski kulturni forum iz Pule dodijelio je Stefanu Ivanovu Vlahovu-Micovu međunarodno društveno piznanje “Povelju suživota” za 2012. godinu.

## Objavljene knjige
- „Кой уби Христо Ботев?” (“Tko je ubio Hrista Boteva?”), Нов ден, София, 1994.
- „ОтхвЪрлени страници - Без цензура” (“Odbačene stranice - bez cenzure”), Пропелер, София, 2001.
- „Неомеѓени мисли” (“Neomeđene misli”), Sovremenost, Skoplje, 2006.
- „Филоэофскиот клуч за македонскиот идентитет” (“Filozofski ključ za makedonski identitet”), Matica makedonska, drugo izdanje, Skoplje, 2008. (S bugarskoga na makedonski preveo Apolon Gilevski)  ISBN 978-9989-48-845-0
- „Вируси за поматени мозоци” (“Virusi za pomućene mozgove”), Matica makedonska, Skoplje, 2010.  ISBN 978-608-10-0058-0
- „Хероите и потомците” (“Heroji i potomci”), Matica makedonska, Skoplje, 2011.